# Michael Easton
Michael Easton (Long Beach, California; 15 de febrero de 1967) es un actor, autor y fotógrafo estadounidense, más conocido por haber interpretado a Michael / Caleb Morley en las series Port Charles y General Hospital, a John McBain en la serie One Life to Live, y a Silas Clay y Hamilton Finn en la serie General Hospital.

## Biografía
Es hijo de Stewart (un ingeniero) y de Joan Easton, tiene un hermano menor Keith Easton (un piloto). Su madre murió de cáncer en 1994. 
Es buen amigo de la actriz Kelly Monaco.
El 25 de junio de 2004, se casó con la modelo Ginevra Arabia, con quien tiene dos hijos: Lilah Bell Easton (15 de abril de 2011) y Jack Boru Easton (7 de septiembre de 2013).

## Carrera
En 1995 se unió al elenco de la serie VR.5 donde interpretó a Duncan, el amigo de Sydney Bloom (Lori Singer) a quien aconseja.
En 1996 se unió al elenco principal de la serie canadiense Two donde dio vida a Gus McClain y a Booth Hubbard. Gus es un profesor de Seatle que es incriminado por el asesinato de su esposa por su hermano gemelo, el asesino Booth.
En 1997 se unió al elenco principal de la serie 413 Hope St. donde interpretó a Nick Carrington, hasta el final de la serie en 1998.
En 1999 se unió al elenco principal de la serie Total Recall 2070 donde interpretó al detective David Hume, hasta el final de la serie ese mismo año.
El 11 de mayo de 2001 se unió al elenco principal de la serie Port Charles donde interpretó al padre Michael Morley, hasta el 29 de agosto del mismo año, posteriormente se unió nuevamente a la serie ahora interpretando a su siniestro alter ego Caleb Morley/Stephen Clay, quien resulta ser un vampiro del 4 de junio de 2001 al 1 de diciembre de 2001 y nuevamente del 25 de octubre de 2002 hasta el 3 de octubre de 2003.
En 2002 apareció como personaje invitado en varios episodios de la serie Mutant X donde interpretó al paciente cero Gabriel Ashlocke, un hombre que tiene la habilidad de tener el poder de todos los mutantes.
El 1 de octubre de 2003 se unió al elenco de la serie One Life to Live donde dio vida al oficial John McBain, el hermano del médico Michael McBain (R. Brandon Johnson/Nathaniel Marston/Chris Stack), hasta el 20 de marzo de 2013 después de que su personaje se fuera de Port Charles luego de ser asignado a una misión de largo plazo por el FBI.
El 13 de mayo de 2012 Michael volvió a interpretar los personajes de Caleb Morley y John McBain en la serie General Hospital hasta el 20 de marzo de 2013. Caleb murió luego de que John le clavara una flecha con una punta de plata en el pecho.
El 13 de mayo de 2013 se unió al elenco principal de la exitosa serie General Hospital donde interpretó a doctor oncólogo Silas Clay, (el hermano de Stephen Clay), hasta el 31 de agosto de 2015 después de que su personaje fuera asesinado por Madeline Reeves (Donna Mills). El 21 de marzo de 2016 se unió nuevamente a la serie ahora interpretando el personaje del doctor Hamilton "Finn" Finn.

## Como escritor
Publicó el libro de poesía Eighteen Straight Whiskeys, basado en sus primeras experiencias de vida. Es autor de la trilogía Soul Stealer (2010) junto al artista Christopher Shy (Blackwatch Comics), así como de la novela gráfica The Green Woman junto al autor Peter Straub (DC/Vertigo). Publicó la novela gráfica Credence (2014) junto al artista Steven Perkins.

## Filmografía

### Series de televisión
| Año               | Título              | Personaje                     | Notas                                   |
| ----------------- | ------------------- | ----------------------------- | --------------------------------------- |
| 2016 - presente   | General Hospital    | Dr. Hamilton Finn             | 75 episodios                            |
| 2013 - 2015       | General Hospital    | Dr. Silas Clay                | 137 episodios                           |
| 2012 - 2013       | General Hospital    | Caleb Morley                  | -                                       |
| 2012 - 2013       | General Hospital    | Lt. John McBain               | 89 episodios                            |
| 2003 - 2013       | One Life to Live    | Det. John McBain              | 886 episodios                           |
| 2001, 2002 - 2003 | Port Charles        | Michael Morley / Caleb Morley | -                                       |
| 2002              | Mutant X            | Gabriel Ashlocke              | 4 episodios                             |
| 2002              | Sesame Street       | Milo                          | episodio "3981: Fire at Hooper's Store" |
| 2001              | The Diamond Hunters | Benedict Van der Byl          | 2 episodios - miniserie                 |
| 2000              | Bull                | Timothy Alter                 | episodio "Visit"                        |
| 1999              | Total Recall 2070   | Det. David Hume               | 22 episodios                            |
| 1998              | The Practice        | Glenn                         | episodio "The Battlefield"              |
| 1998              | Ally McBeal         | Glenn                         | 3 episodios                             |
| 1997 - 1998       | 413 Hope St.        | David Hume                    | 22 episodios                            |
| 1996 - 1997       | Two                 | Gus McClain / Booth Hubbard   | 22 episodios                            |
| 1995 - 1997       | VR.5                | Duncan                        | 13 episodios                            |
| 1994              | Diagnosis: Murder   | Rick Bennett                  | episodio "Shaker"                       |
| 1992              | Days of Our Lives   | Tanner Scofield               | episodio # 1.6760                       |

### Películas
| Año  | Título                  | Personaje          | Notas                                                                          |
| ---- | ----------------------- | ------------------ | ------------------------------------------------------------------------------ |
| 2006 | They're Just My Friends | Detective McCarthy | junto a Malik Yoba, Louis Vanaria, Allen Sarven, Lord Jamar y Thom Christopher |

### Director, escritor y productor
| Año  | Título           | Notas                                  |
| ---- | ---------------- | -------------------------------------- |
| 2016 | Dreamliner       | corto - director, productor y escritor |
| 2015 | Ultraviolent     | corto - director, productor y escritor |
| 1996 | Daedalus Is Dead | corto - director y escritor            |
| 1996 | Two              | episodio "A.D." - escritor             |

## Premios y nominaciones
| Año  | Categoría                                                           | Premio                  | Series            | Resultado |
| ---- | ------------------------------------------------------------------- | ----------------------- | ----------------- | --------- |
| 2005 | Favorite Triangle (junto a Melissa Archer y Renée Elise Goldsberry) | Soap Opera Digest Award | One Life to Live  | Ganadores |
| 2003 | Outstanding Younger Lead Actor                                      | Soap Opera Digest Award | Port Charles      | Nominado  |
| 2002 | America's Favorite Villain                                          | Special Fan Award       | Port Charles      | Nominado  |
| 1999 | Best Performance by an Actor in a Continuing Leading Dramatic Role  | Gemini Award            | Total Recall 2070 | Nominado  |